# 3 août dans l'art
Le 3 août dans l'art recense l'éphéméride des artistes nés ou morts un 3 août.

## Naissances

### XVIIIesiècle
- 1746 : James Wyatt (mort en 1813), architecte anglais de style néoclassique et néogothique. Architecte notamment du Kew Palace.

### XIXesiècle
- 1803 : Joseph Paxton (mort en 1865), architecte, jardinier et député anglais. À notamment dessiné les plans du Crystal Palace de Londres.
- 1815 : Jean-Marie Reignier (mort en 1886), peintre français.
- 1846 : Carl Seiler (de) (mort en 1921), peintre allemand.
- 1890 : Constantin Melnikov (mort en 1974) : architecte et peintre russe puis soviétique, figure de l'Avant-garde architecturale russe.

### XXesiècle
- 1920 : Elmar Tampõld (en) (mort en 2013), architecte estono-canadien.

## Décès

### XVIesiècle
- 1546 : Antonio da Sangallo le Jeune (né en 1484), architecte italien de la Renaissance d'origine florentine.

### XVIIesiècle
- 1667 : Francesco Borromini (né en 1599), architecte baroque italien d'origine suisse, rival du Bernin.

### XVIIIesiècle
- 1746 : Grinling Gibbons (né en 1648), sculpteur anglais baroque.

### XIXesiècle
- 1879 : Joseph Severn (né en 1793), peintre anglais.
- 1894 : George Inness (né en 1825), peintre américain, spécialiste de paysage. Influencé par l'École de Barbizon, il a appartenu au mouvement réaliste de l'Hudson River School.

### XXesiècle
- 1974 : Edgar Johan Kuusik (né en 1888), architecte et décorateur estonien expressionniste.

### XXIesiècle
- 2002 : Niculiță Secrieriu (né en 1938), peintre roumain contemporain.
- 2004 : Henri Cartier-Bresson (né en 1908), photographe français, fondateur de l'agence Magnum.
- 2015 : Jef Murray (né en 1960), artiste et illustrateur de fantasy américain. Il a notamment illustré les œuvres de J.R.R. Tolkien.